# Mais n'te promène donc pas toute nue ! (film)
Pour plus de détails, voir Fiche technique et Distribution.
Mais n'te promène donc pas toute nue ! est un court métrage français réalisé par Léo Joannon et sorti en 1936. Il s'agit d'une adaptation de la comédie éponyme de Georges Feydeau créée en 1911.

## Synopsis
Le député Ventroux, qui doit recevoir un important industriel, M. Hochepaix, tente de convaincre sa femme d'arrêter de se promener en tenue légère dans l'appartement comme elle en a pris l'habitude. Une dispute éclate entre les époux qu'arbitrent malgré eux Hochepaix et le valet de Clarisse, Victor.

## Fiche technique
- Titre : Mais n'te promène donc pas toute nue !
- Réalisation : Léo Joannon, assisté de  Pierre Schli
- Scénario : Léo Joannon et Christian Matras d'après la pièce éponyme de Georges Feydeau
- Dialogues : Georges Feydeau et Jean-Pierre Feydeau
- Décors : Marcel Magniez
- Photographie : Christian Matras
- Son : René Louge
- Montage : Suzanne Girardin
- Sociétés de production : Radio Cinéma, Les Films du Panthéon
- Société de distribution : Paramount Pictures
- Pays d'origine :  France
- Langue : français
- Format : Noir et blanc - 35 mm - 1,37:1  - Son mono
- Genre : Comédie
- Durée : 20 minutes[1]
- Date de sortie : France : 21 août 1936[2]

Source : Ciné-Ressources, Les Films du jeudi et IMDb.

## Distribution
- Arletty : Clarisse Ventroux
- Félix Oudart : M. Ventroux
- Sinoël : M. Hochepaix
- Jean Tissier : Victor, le valet de Clarisse
- Charles Redgie : Romain de Jaival, le journaliste du Figaro
- Jacques Chevalier : le petit Ventroux

## Autour du film
- Le film a été tourné dans les studios de Radio-Cinéma, porte des Ternes à Paris.